# Robert Wolders

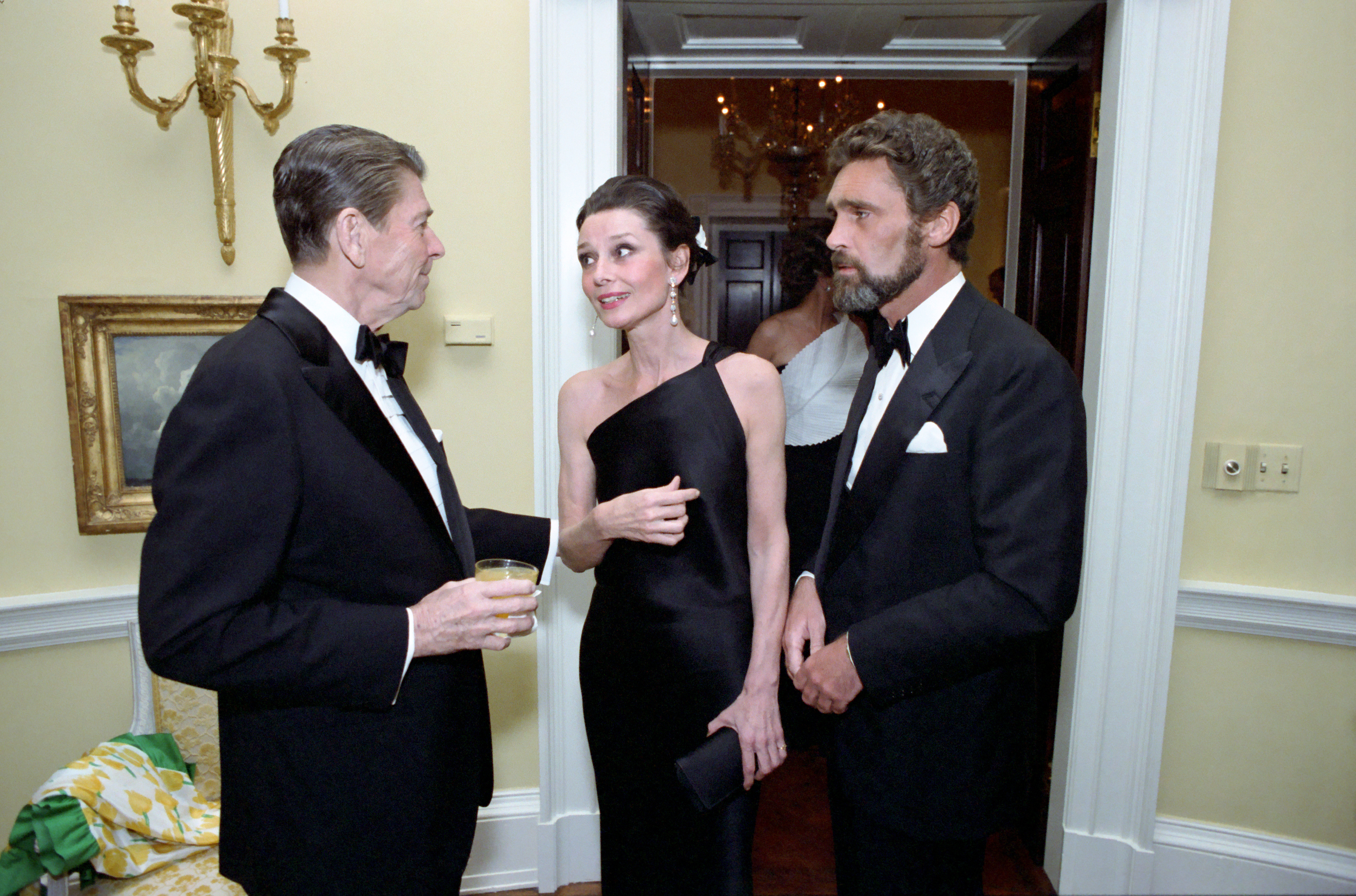
Robert Wolders (rechts) mit Audrey Hepburn und Ronald Reagan, 1981

Robert Wolders (* 28. September 1936 in Rotterdam, Provinz Südholland; † 12. Juli 2018) war ein niederländischer Schauspieler.

## Leben
Wolders begann seine Karriere als Schauspieler 1965 mit einem Gastauftritt in einer Episode der Fernsehserie Flipper. Im Jahr darauf hatte er im Abenteuerfilm Drei Fremdenlegionäre sein Spielfilmdebüt neben Telly Savalas und Leslie Nielsen. 1967 spielte er an der Seite von Rock Hudson und George Peppard im Kriegsfilm Tobruk. Im selben Jahr erhielt er die Rolle des Erik Hunter  in der zweiten Staffel der Westernserie Laredo; diese wurde jedoch nach dem Ende der zweiten Staffel eingestellt. In der Folge hatte er weitere Gastauftritte in Serien wie Solo für O.N.C.E.L. und Verliebt in eine Hexe. 1973 spielte er den jüngeren Geliebten von Merle Oberon im Spielfilm Interval; zwei Jahre später heiratete er die 25 Jahre ältere Schauspielerin und zog sich aus dem Schauspielgeschäft zurück.
Nach dem Tod seiner Frau 1979 war er ab 1980 Lebensgefährte von Audrey Hepburn, die sich 1981 von Andrea Dotti scheiden ließ. Beide lebten fortan in Rom und Tolochenaz zusammen und zogen gemeinsam Hepburns Sohn Luca auf. Wolders begleitete Hepburn auch auf ihren Reisen für die UNICEF und blieb bis zu ihrem Tode 1993 an ihrer Seite. 1994 gründete er mit ihren Söhnen Sean Hepburn Ferrer und Luca Dotti den Audrey Hepburn Children’s Fund, der die humanitäre Arbeit von Audrey Hepburn fortsetzt.
Später zog er nach Rochester, wo er seine Mutter betreute. Zwischen 1994 und 1995 war er mit Leslie Caron liiert. Von 1995 bis zu seinem Tod war Wolders in einer Beziehung mit Shirlee Fonda (* 1932), der Witwe des Schauspielers Henry Fonda.

## Filmografie (Auswahl)
- 1965: Julia und die Geister (Giulietta degli spiriti)
- 1965: Flipper (Fernsehserie, Folge Flipper and the Spy)
- 1966: Drei Fremdenlegionäre (Beau Geste)
- 1966–1967: Laredo (Fernsehserie, 26 Folgen)
- 1967: Tobruk
- 1967: Solo für O.N.C.E.L. (The Man from U.N.C.L.E.; Fernsehserie, Folge The Man from THRUSH Affair)
- 1969: FBI (The F.B.I.; Fernsehserie, Folge The Doll Courier)
- 1970: Verliebt in eine Hexe (Bewitched; Fernsehserie, Folge The Corsican Cousins)
- 1971: Im Morgengrauen brach die Hölle los (Raid on Rommel)
- 1973: Interval
- 1974: Banacek (Fernsehserie, Folge The Vanishing Chalice)
- 1974: Mary Tyler Moore (The Mary Tyler Moore Show; Fernsehserie, Folge Not Just Another Pretty Face)
- 1974: McMillan & Wife (Fernsehserie, Folge The Game of Survival)
- 1975: The Legendary Curse of the Hope Diamond (Fernsehfilm)